# همایون مهمنش
همایون مهمنش (زاده ۱۳۲۵ در تهران) سیاستمدار، فعال و تحلیلگر سیاسی ایرانی است. وی هم‌اکنون عضو جبهه ملی ایران و از اعضا هیئت اجرایی سازمان‌های جبهه ملی ایران در خارج از کشور است.
همایون مهمنش همچنین به عنوان سخنگوی تارنمای ملیون ایفای نقش می‌کند.

## تحصیلات
همایون مهمنش تحصیلات اولیه خود را در تهران و مشهد به پایان برد و پس از اخذ دیپلم در سال ۱۳۴۳ برای تحصیل به آلمان رفت. او در دانشگاه فنی مونیخ در رشته فیزیک دکترا گرفت.

## فعالیت‌های سیاسی
مهمنس در ابتدای حضور در اروپا به کنفدراسیون و جبهه ملی در اروپا پیوست و مدتی پس از بهمن سال ۱۳۵۷ به عضویت نهضت مقاومت ملی ایران که شاپور بختیار آن را پایه‌گذاری کرده بود درآمد.
همایون مهمنش اکنون به‌عنوان اپوزیسیون نظام جمهوری اسلامی ایران در خارج از کشور فعالیت می‌کند.
او سپس به همراه سایر اعضای جبهه ملی ایران در خارج از کشور سازمان‌های جبهه ملی ایران در خارج از کشور را پایه‌گذاری کرد.  
وی بنا به انتخابات در آخرین کنگرۀ «سازمان‌های جبهه ملی ایران در خارج از کشور» به اتفاق بهمن مبشری ، کامبیز قائم مقام ، پوریا مطهری و بهمن انواری به عضویت در هیئت اجرایی سازمان‌های جبهه ملی ایران در خارج از کشور انتخاب شدند.